# Apodemus semotus
Тајвански пољски миш (енгл. Apodemus semotus, лат. Taiwan field mouse) је врста глодара из породице мишева (лат. Muridae). 

## Распрострањење
Ареал врсте је ограничен на једну државу. Тајван је једино познато природно станиште врсте.

## Станиште
Станишта врсте су шуме, бамбусове шуме и травна вегетација. 
Врста је по висини распрострањена од 1800 до 3200 метара надморске висине.

## Угроженост
Ова врста је наведена као последња брига, јер има широко распрострањење и честа је врста.